# Museo civico Guido Sutermeister
Il Museo civico Guido Sutermeister è un museo archeologico di Legnano, nella città metropolitana di Milano, in Lombardia, intitolato all'archeologo Guido Sutermeister, che ne volle la fondazione.

## Descrizione

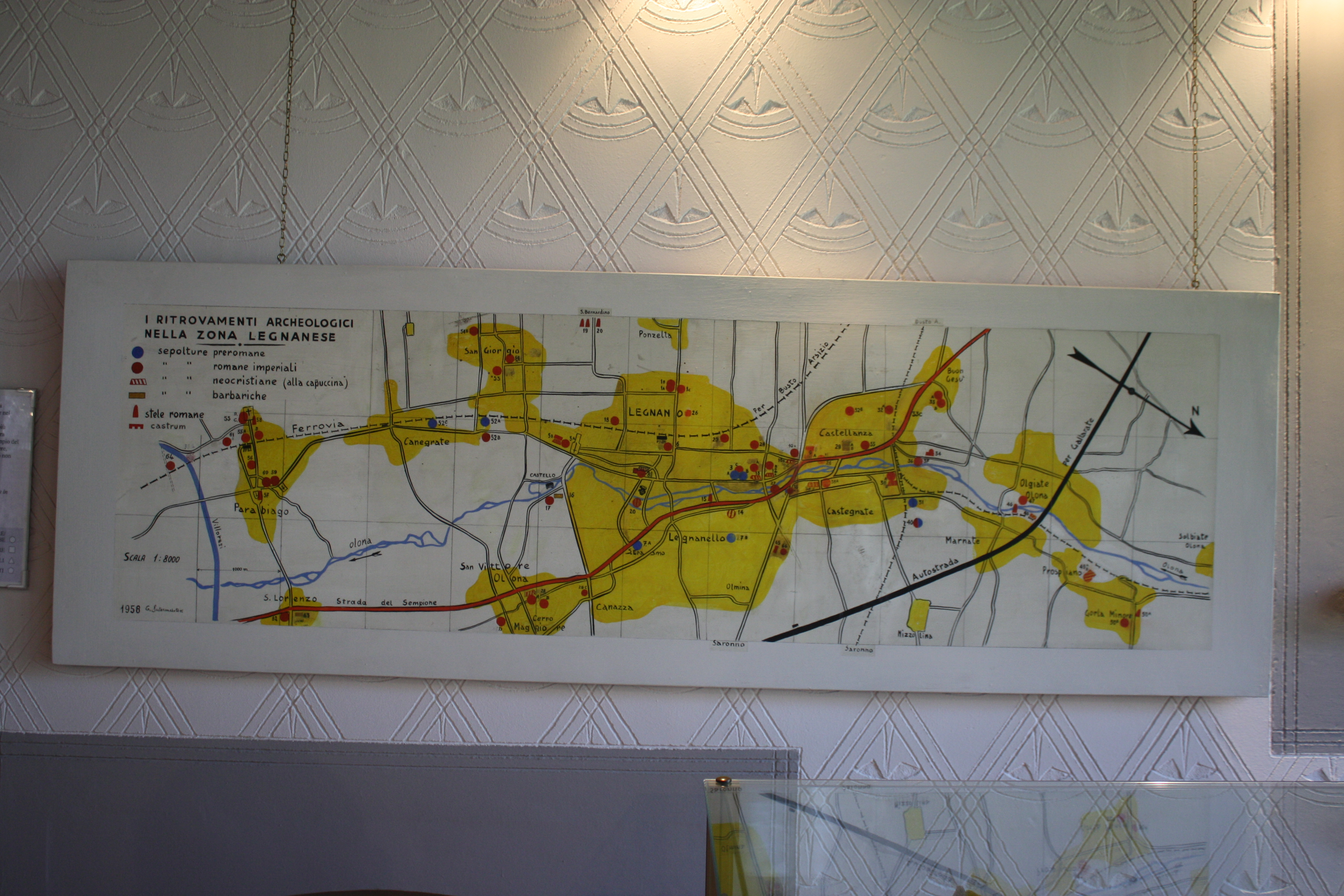
Mappa di Guido Sutermeister che indica i ritrovamenti archeologici scoperti nel Legnanese

È stato allestito nel 1929 grazie alla volontà di Guido Sutermeister, che fece un'assidua ricerca archeologica sul territorio tra il 1925 e il 1964. Le collezioni si sono poi arricchite con materiale giunto al museo da scavi della Soprintendenza Archeologica della Lombardia e da donazioni di privati.
Il Museo civico Guido Sutermeister conserva, in particolare, materiale proveniente dalla città e dal territorio circostante. La maggior parte dei reperti archeologici esposti al museo risale a un periodo compreso tra la preistoria e l'epoca medioevale longobarda, con particolare riferimento all'età romana imperiale. I ritrovamenti conservati testimoniano la frequentazione della zona fin dall'Età del rame e l'esistenza di una civiltà stanziale sin dall'Età del bronzo.
All'interno del museo, fino al 2012, erano presenti anche le tre grandi tele di Gaetano Previati, pittore ferrarese vissuto tra la seconda metà dell'Ottocento e i primi del Novecento, rappresentanti i tre momenti fondamentali della battaglia di Legnano: la Preghiera, la Battaglia e la Vittoria. Le opere sono state trasferite nella sezione "Spazio Castello" al castello di San Giorgio.
Nel 2004 il museo civico Sutermeister è diventato "sede museale certificata"; con questo riconoscimento, che è stato conferito dalla Regione Lombardia, il polo espositivo legnanese ha acquisito ufficialmente lo status di "museo". Ha una superficie espositiva di circa 250 m².

## Il complesso architettonico

### Storia

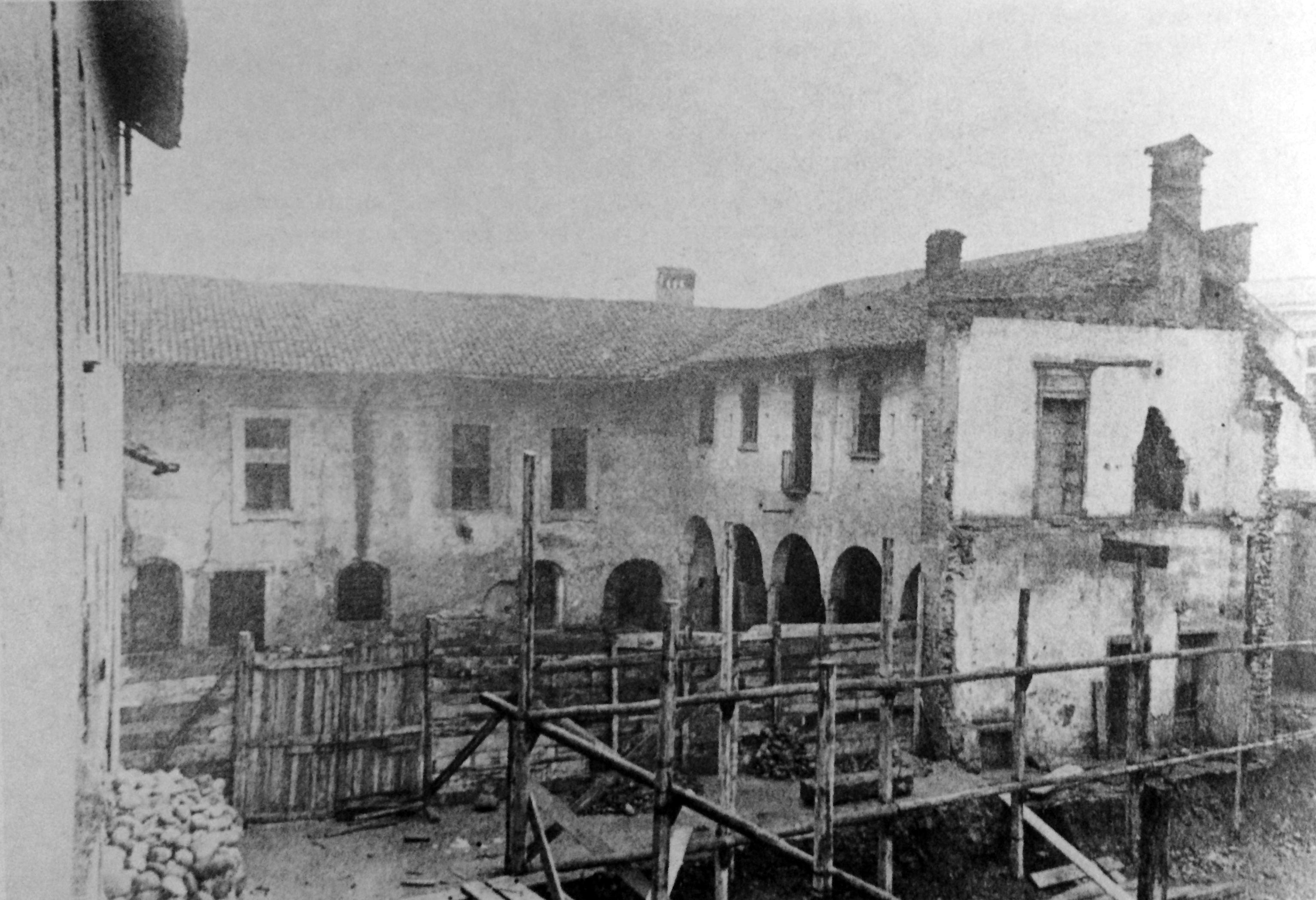
Il Maniero Lampugnani durante la sua demolizione (1927)

L'edificio che ospita il museo riprende lo stile architettonico del Maniero Lampugnani, dimora quattrocentesca di una delle nobili famiglie della zona, i Lampugnani. Questo palazzo gentilizio, che si trovava tra la moderna strada statale del Sempione e il fiume Olona, più o meno presso largo Franco Tosi, è stato demolito nel 1927.
Il museo, che sorge più a nord rispetto all'antico Maniero Lampugnani, è stato costruito nei pressi del convento di Sant'Angelo, ora non più esistente.

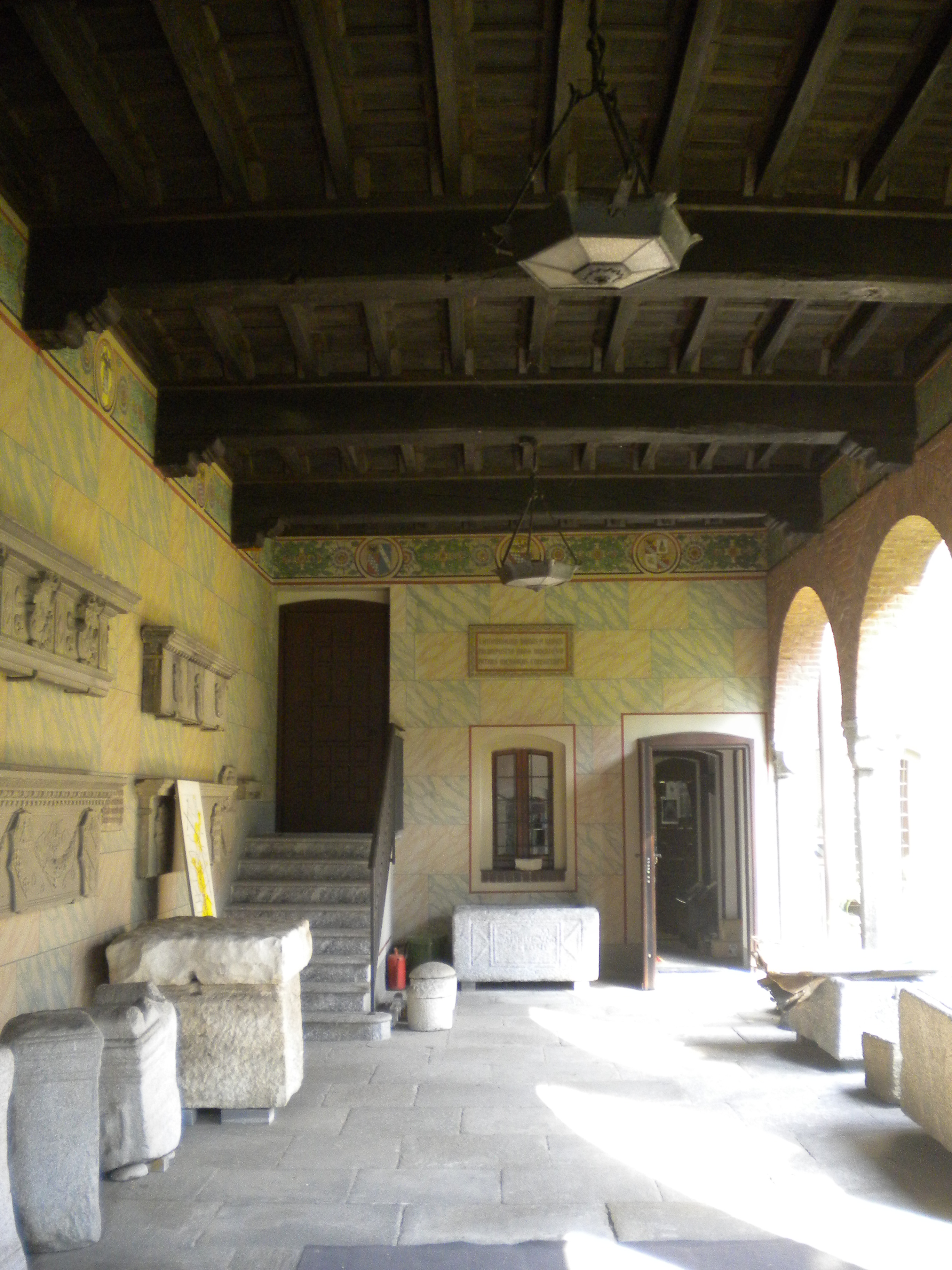
Il portico dell'edificio che ospita museo. Si possono notare il soffitto ligneo a cassettoni e le colonne, che provengono dal Maniero Lampugnani

Per la costruzione del complesso museale sono stati utilizzati alcuni resti originali del Maniero Lampugnani recuperati durante la demolizione dell'edificio: soffitti lignei a cassettoni, colonne e camini. Dalla demolizione si è anche salvata una mensola in cotto raffigurante un putto. Questa mensola, che faceva parte di una finestra del Maniero Lampugnani e che riporta scolpito l'anno 1420, è ospitata all'interno del museo.

### L'edificio

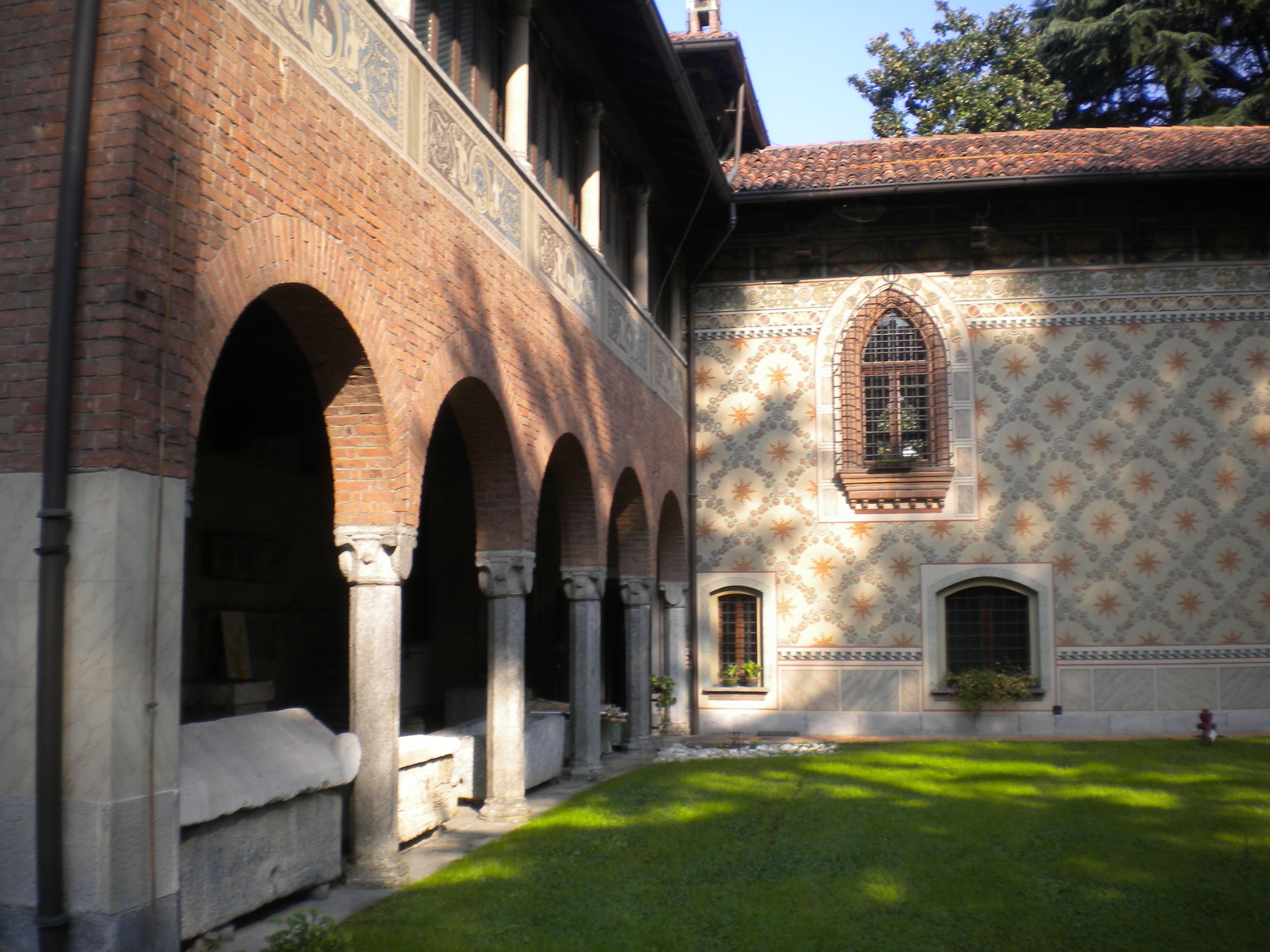
Scorcio dell'edificio che ospita il museo

Il complesso architettonico, che ha forma a "L" e che è stato costruito nel 1928, è diviso in due livelli ed è arricchito da una torretta quadrata che svetta sul secondo piano. Il primo piano comprende un porticato a cinque arcate che è formato da alcune colonne recuperate dal Maniero Lampugnani; questo spazio aperto occupa l'ala dell'edificio che si sviluppa verso l'ingresso di corso Garibaldi. La torretta è situata nel punto di intersezione delle due ali, dove sono state ricavate anche le scale che mettono in comunicazione i vari piani.
Il corpo dell'edificio è in mattoni, mentre i soffitti sono lignei a cassettoni. Alcuni solai lignei, come già accennato, appartenevano all'antica dimora gentilizia dei Lampugnani. I pavimenti interni, che sono in pietra, sono ricoperti da parquet e moquette. I motivi geometrici che sono incisi a graffito sulle pareti esterne del museo si ispirano agli affreschi un tempo presenti sulle pareti del Maniero Lampugnani; queste pitture, che si sono salvate dalla distruzione del palazzo che le ospitava, sono ora conservate presso la Torre Colombera, ovvero in un antico edificio rinascimentale legnanese che funge da sezione distaccata del museo. Il Museo civico Guido Sutermeister è inserito in un piccolo giardino; staccata dall'edificio espositivo è presente l'abitazione del custode, che è stata costruita con il medesimo stile architettonico dell'edificio principale.
Il complesso museale possiede cinque sale di esposizione interne: la saletta della torre, lo studiolo, il salone d'onore, la sala della loggetta e la sala delle esposizioni. Anche il portico è adibito a spazio espositivo.

## I reperti

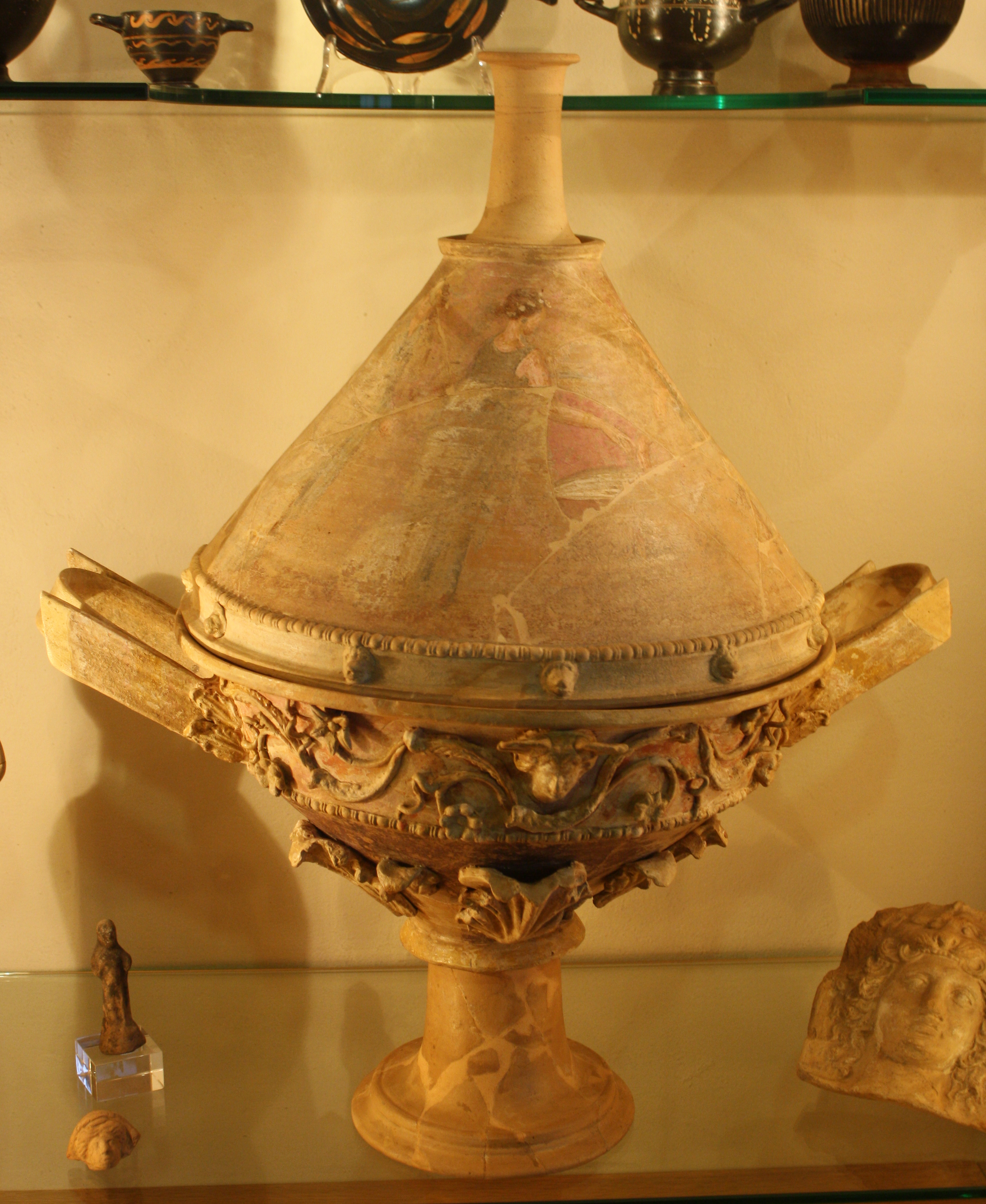
La lekanis conservata all'interno dello "studiolo"

### Il porticato
Il porticato ospita i reperti in pietra trovati nella zona. La collezione è formata, tra l'altro, da are e steli funerari, macine, una sepoltura in cassa litica, ossuari e un'ancora in piombo, tutti risalenti all'età romana; d'epoca romana tardo imperiale sono invece alcuni sarcofagi.
Ai reperti dell'antichità classica si aggiungono, tra gli altri, i resti di alcuni camini che un tempo arricchivano le dimore rinascimentali legnanesi; queste ultime sono state demolite nei primi decenni del XX secolo, cioè nello stesso periodo in cui venne fondato il museo.
Per quanto concerne il materiale in pietra risalente all'antichità classica, sono di particolare importanza alcune iscrizioni: sulle are è riportata la loro intitolazione, mentre sulle sepolture è scolpito il nome delle gens romane a cui appartenevano le tombe.

### Lo studiolo
Nel cosiddetto "studiolo" è conservata la collezione, un tempo privata, che appartenne a Emilio Sala, noto collezionista locale di reperti archeologici. Alla morte del possessore venne comperata dall'associazione locale Famiglia Legnanese, che la donò al museo. La collezione è formata da materiale archeologico che risale ai secoli precedenti alla conquista romana dell'Italia.
Più precisamente, i 57 reperti conservati nello studiolo risalgono alla civiltà greca dell'Italia meridionale, alla civiltà etrusca e alle civiltà preromane dell'Italia settentrionale; sono quindi ascrivibili a un periodo storico compreso tra il IX secolo a.C. e il III secolo a.C..
Degni di nota sono una fibula in bronzo del IX secolo a.C. trovata nel Lazio, un pettorale ornamentale in bronzo rinvenuto in Italia settentrionale e risalente a un periodo compreso tra il VII secolo a.C. e il VI secolo a.C., un alabastron prodotto in Attica nel VII secolo a.C. (ma appartenente a signori etruschi), una patera realizzata in Magna Grecia e risalente a un periodo compreso tra il IV secolo a.C. e il III secolo a.C. e una preziosa lekanis, prodotta a Centuripe, in Sicilia, che è caratterizzata da decorazioni plastiche e dipinte e che è databile al III secolo a.C. La collezione è completata da ceramiche di pregio che risalgono a un periodo compreso tra il VII e il III secolo a.C.

### La saletta della torre

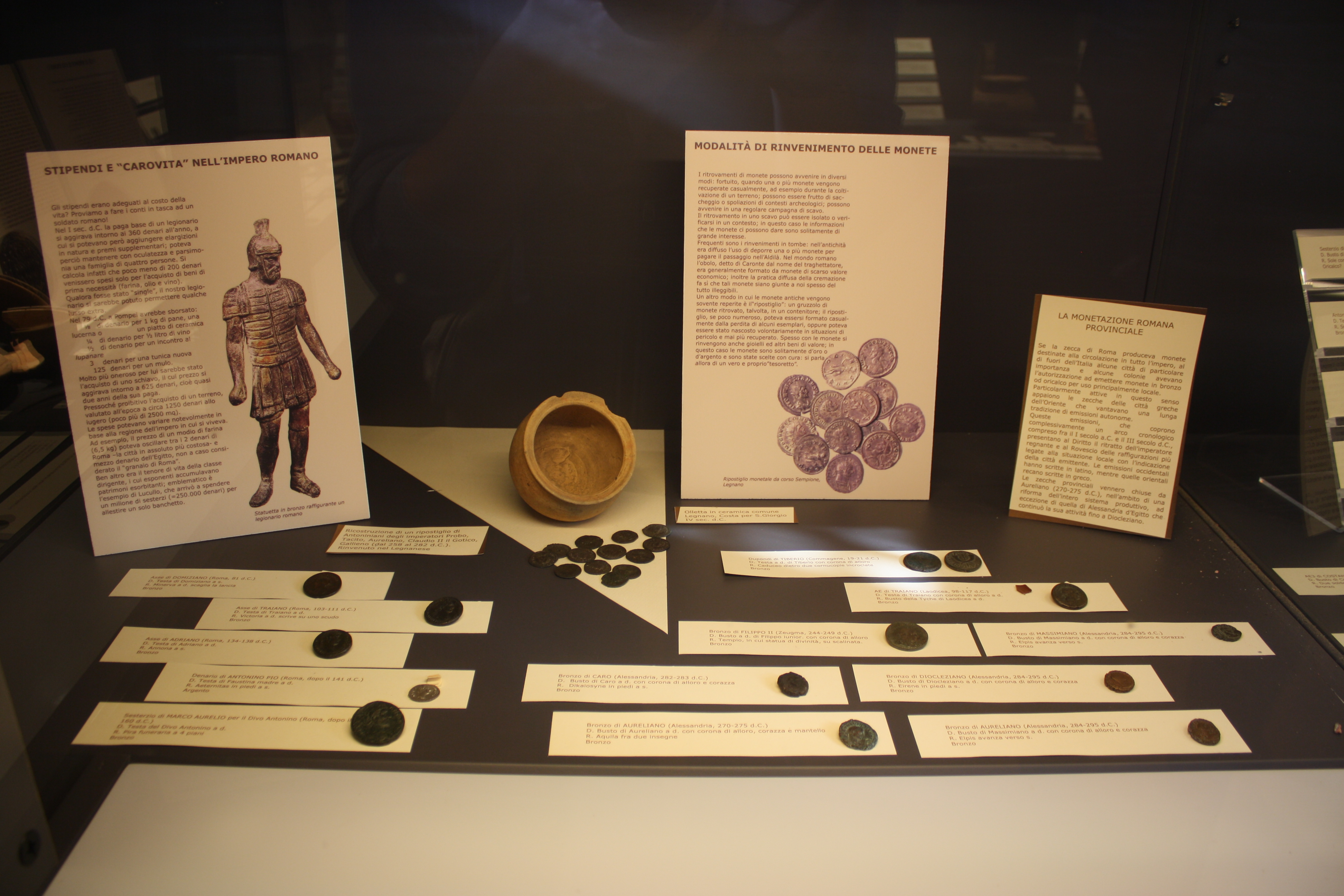
Parte della collezione numismatica conservata nella saletta della torre

Nella saletta della torre è conservata la collezione numismatica del museo. Questa raccolta comprende monete antiche (dall'antica Grecia all'epoca medioevale longobarda) e coni moderni (dal Medioevo all'Impero austriaco). La collezione è formata da monete d'oro, d'argento, di bronzo e di rame che sono state reperite nella zona.
Alcune monete sono frutto di donazioni di privati, mentre altre sono state trovate durante gli scavi archeologici effettuati sul territorio. Molto spesso le monete antiche trovate in zona durante gli scavi hanno permesso la datazione dell'intero sito archeologico.
Ciò è successo in particolar modo per le monete romane, che sono state principalmente trovate all'interno di necropoli: secondo le credenze dell'epoca, essendo sepolte insieme al defunto, ne consentivano il passaggio nell'oltretomba grazie al pagamento dell'"obolo di Caronte", ovvero del pedaggio da versare al traghettatore dell'Ade per trasportare l'anima nell'aldilà.
Di molte altre monete, principalmente quelle frutto di donazioni, non è invece conosciuta la provenienza.

### La saletta delle esposizioni, il salone d'onore e la loggetta

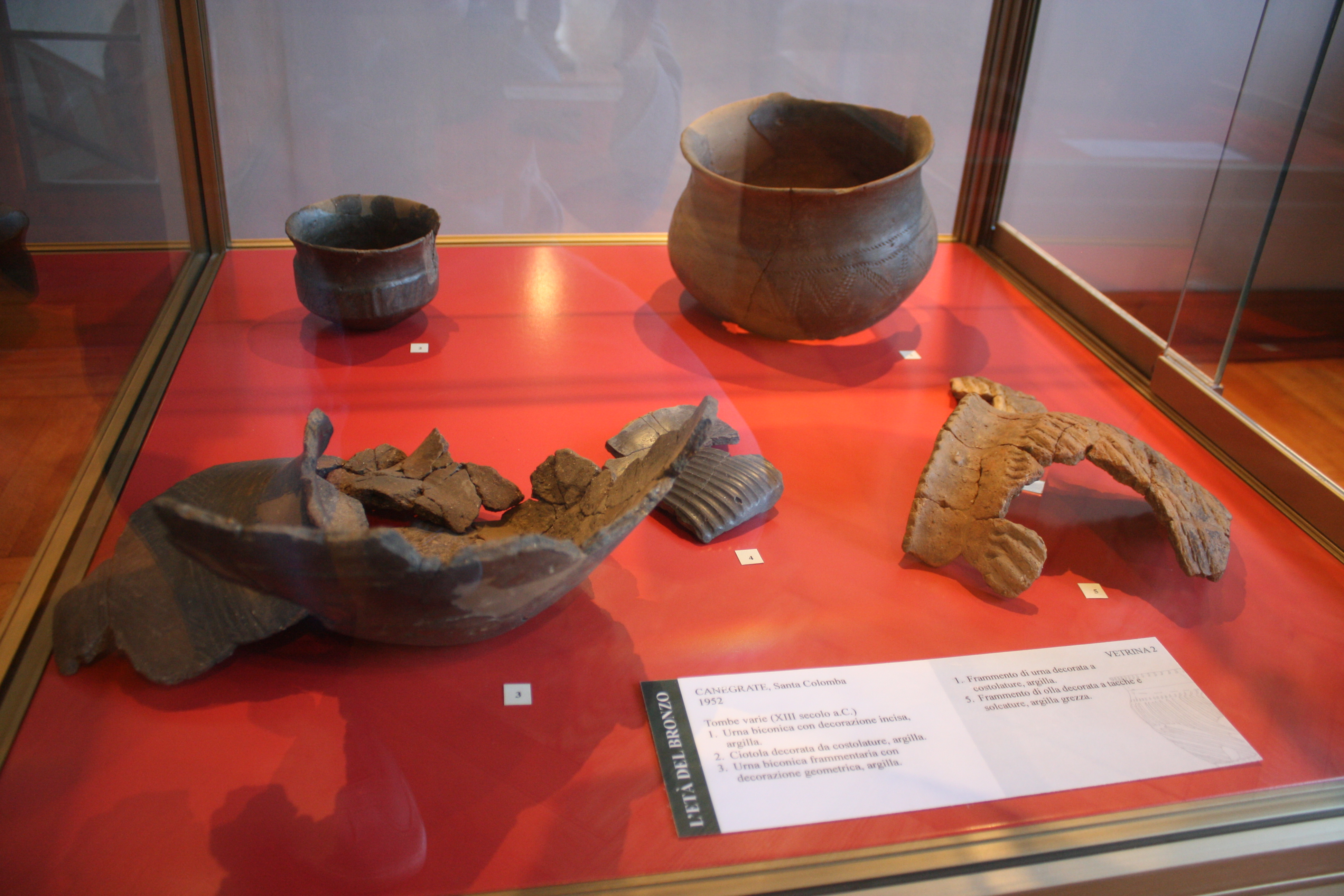
Reperti legati alla cultura di Canegrate

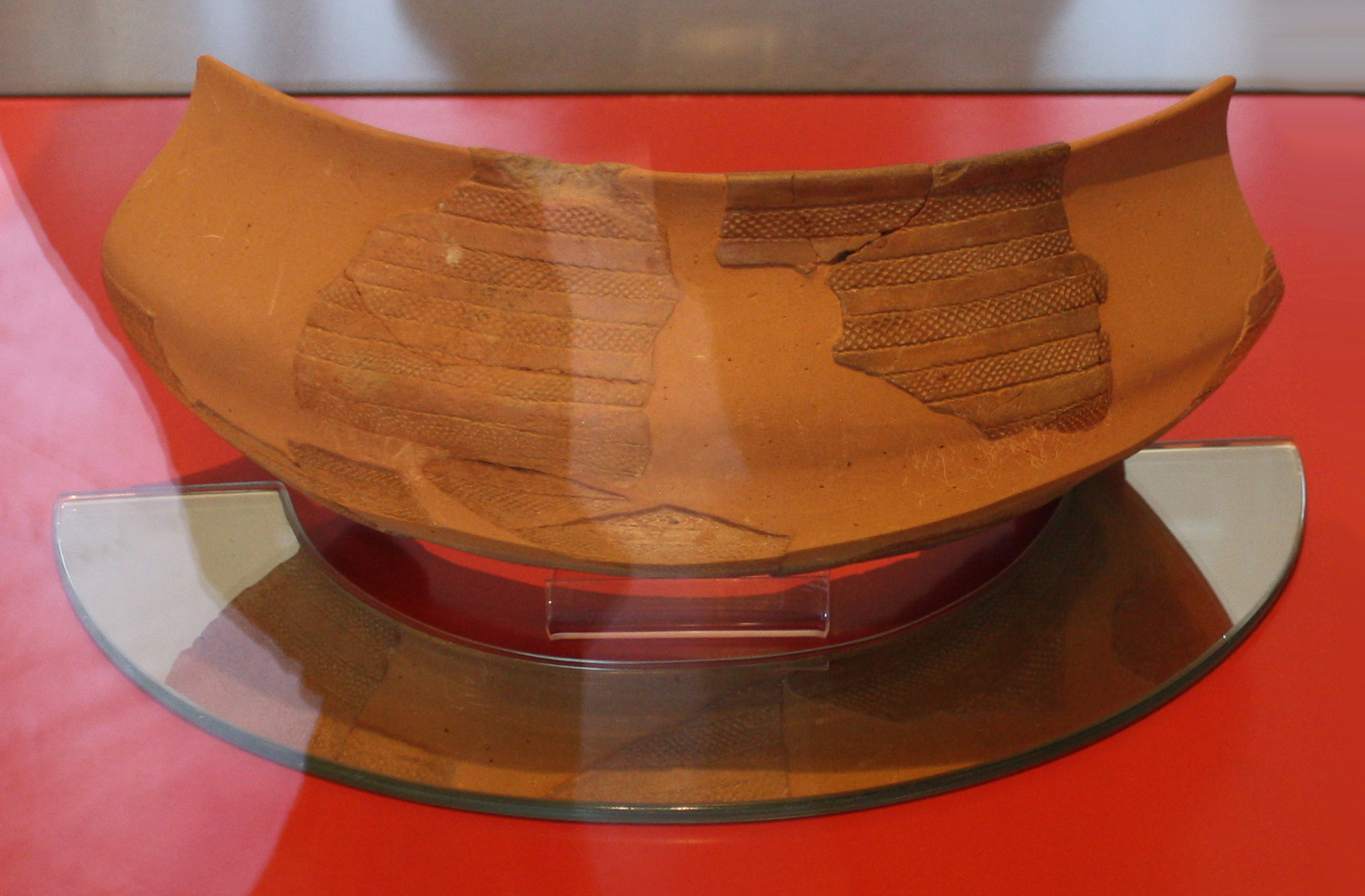
Frammento di vaso campaniforme collegato alla cultura di Remedello e risalente al III millennio a.C.: è il più antico reperto archeologico trovato nel Legnanese

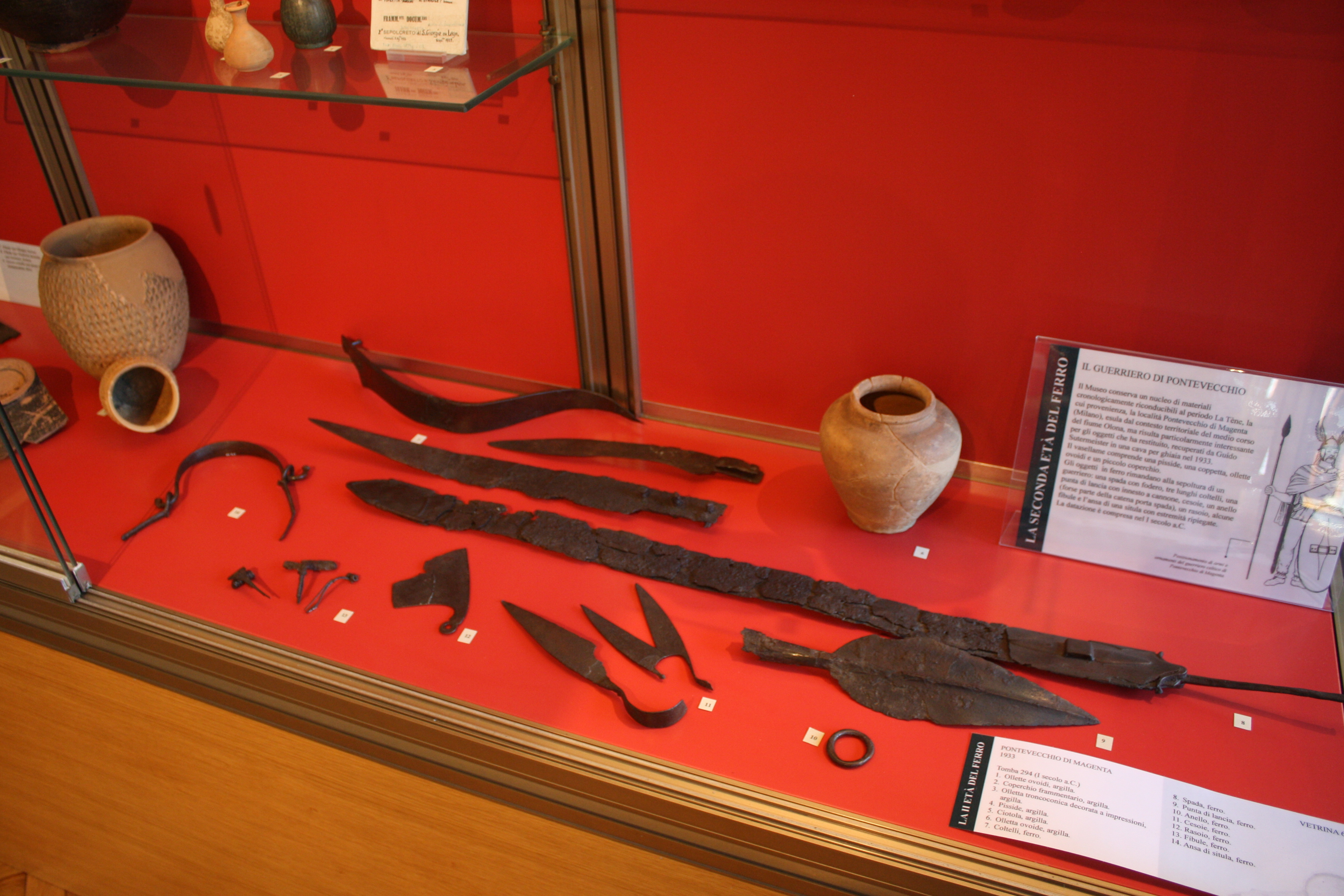
I reperti del cosiddetto "Guerriero di Pontevecchio"

All'interno della saletta delle esposizioni, del salone d'onore e della cosiddetta "loggetta" sono conservati i ritrovamenti archeologici rinvenuti a Legnano e nelle zone circostanti. La collezione di reperti comprende pezzi databili dall'età del rame all'epoca medioevale longobarda.
L'età del rame è rappresentata da un solo pezzo: un frammento di vaso campaniforme legato alla cultura di Remedello che risale al III millennio a.C. e che è il più antico reperto archeologico trovato nel Legnanese.
L'età del bronzo è rappresentata dai ritrovamenti legati alla cultura di Canegrate, che risalgono al XIII secolo a.C. Nel Legnanese, dello stesso periodo storico, sono stati trovati altri reperti, tra cui resti di abitazioni.
La prima età del ferro è invece rappresentata da ritrovamenti legati alla cultura di Golasecca recente (VI-V secolo a.C.), mentre alla seconda era del ferro (IV-I secolo a.C.) sono legati ritrovamenti ascrivibili alla cultura di La Tène. Di questa epoca è degno di nota il corredo denominato il "Guerriero di Pontevecchio"; è formato dagli armamenti di un soldato del I secolo a.C. che sono stati trovati nell'omonima frazione di Magenta.
Ricchissima è la collezione di reperti d'epoca romana: la datazione parte dalla prima età imperiale (I secolo a.C.) e arriva all'epoca tardo imperiale (V secolo d.C.). Questa abbondanza di ritrovamenti dimostra un'assidua frequentazione della zona durante questo periodo storico, con una cospicua popolazione stanziale che abitava le sponde del fiume Olona.
Da un punto di vista cronologico, chiudono la collezione di queste sale i ritrovamenti databili all'epoca medioevale longobarda (568-774 d.C.). Tra i reperti longobardi conservati, degno di nota è un vaso a fiasca decorato a stampiglia che è stato scoperto a Inveruno e che risale ai primi decenni del VII secolo d.C., cioè all'inizio della dominazione longobarda